# 기사라즈역
기사라즈역(일본어: 木更津駅, きさらづえき)은 일본 지바현 기사라즈시에 있는 철도역이다. 동일본 여객철도 우치보 선이 지나가며, 구루리 선의 시종착역이다.
기사라즈 시의 대표역이며, 특급 《사자나미》 호의 필수 정차역이다.

## 역 구조
섬식 2면 4선 구조의 지상역이다. 기미쓰 역 방면에 인상선, 2번선과 3번선 사이에 대피선이 있으며, 전동차용 유치선 4개, 기동차용 유치선 4개가 있다. 1번 승강장부터 3번 승강장까지는 우치보 선이, 전차선이 없는 4번 승강장은 구루리 선이 이용한다. 동일본 여객철도 직영역으로, 우치보 선의 나가우라역, 소데가우라역, 이와네역을 관리한다. 오전 6시부터 오후 9시까지 미도리노마도구치를 영업하며, 자동 개찰기에서 스이카 및 제휴 교통카드의 사용이 가능하다.

### 승강장
| 1 | ■ 우치보 선 (상행) | 고이 · 소가 · 지바 · 도쿄 방면        |                                 |
| 1 | ■ 우치보 선 (상행) | 고이 · 소가 · 지바 · 도쿄 방면        | (시종착 열차, 대피 열차만 사용) |
| 1 | ■ 우치보 선 (하행) | 기미쓰 · 다테야마 · 아와카모가와 방면 | (대피 열차만 사용)              |
| 3 | ■ 우치보 선 (하행) | 기미쓰 · 다테야마 · 아와카모가와 방면 |                                 |
| 4 | ■ 구루리 선        | 구루리 · 가즈사카메야마 방면          |                                 |

## 역세권 정보
- 기사라즈시청사
- 오다야마 공원, 기미사라즈 타워

## 역사
- 1912년 8월 21일 - 일본국유철도의 역으로 개업하였다.
- 1912년 12월 28일 - 지바 현영 철도 구루리 선이 기사라즈 역에 개업하였다.
- 1919년 5월 24일 - 지바 현영 철도 구루리 선이 국유화에 따라 일본국유철도의 소속이 되었다.
- 1987년 4월 1일 - 민영화에 따라 동일본 여객철도의 소속이 되었다.
- 2001년 11월 18일 - 스이카의 사용이 가능해졌다.

## 인접역
| 동일본 여객철도 우치보 선 | 동일본 여객철도 우치보 선            | 동일본 여객철도 우치보 선 |
| ------------------------- | ------------------------------------ | ------------------------- |
| 소데가우라 도쿄 방면      | ■ 소부 쾌속                          | 기미쓰 방면               |
| 소데가우라 도쿄 방면      | ■ 게이요 통근쾌속·쾌속               | 기미쓰 방면               |
| 이와네 소가 방면          | ■게이요 선 각역정차 ■ 우치보 선 보통 | 기미쓰 아와카모가와 방면  |
| 동일본 여객철도 구루리 선 |                                      |                           |
| 시·종착역                 | ■ 보통                               | 기온 가즈사카메야마 방면  |